# مصرف تونغا للتنمية
مصرف تونغا للتنمية هي مؤسسة تنمية مالية [الإنجليزية] في تونغا تعمل على التقدم الاقتصادي والاجتماعي من خلال مجموعة متنوعة من الخدمات المصرفية.